# Zahrádka (Čížkov)
Zahrádka je vesnice a část obce Čížkov v okrese Plzeň-jih v Plzeňském kraji. Nachází se asi 1,5 kilometru jihozápadně od Čížkova a asi sedm kilometrů od Nepomuku. Zahrádka leží v katastrálním území Zahrádka u Čížkova o rozloze 3,08 km².

## Historie
První písemná zmínka o vesnici pochází z roku 1318.

## Obyvatelstvo
| Rok            | 1869 | 1880 | 1890 | 1900 | 1910 | 1921 | 1930 | 1950 | 1961 | 1970 | 1980 | 1991 | 2001 | 2011 | 2021 |
| -------------- | ---- | ---- | ---- | ---- | ---- | ---- | ---- | ---- | ---- | ---- | ---- | ---- | ---- | ---- | ---- |
| Počet obyvatel | 315  | 320  | 299  | 295  | 280  | 272  | 250  | 166  | 155  | 117  | 95   | 67   | 53   | 48   | 42   |
| Počet domů     | 44   | 47   | 49   | 50   | 51   | 50   | 50   | 48   | 45   | 41   | 36   | 35   | 36   | 37   | 37   |

## Obecní správa
Při sčítání lidu v letech 1850–1963 Zahrádka byla samostatnou obcí, se kterým patřila nejprve do okresu Přeštice, ale v roce 1950 v okrese Blovice a od roku 1960 v okrese Plzeň-jih. Od 1. ledna 1964 je částí obce Čížkov v okrese Plzeň-jih.

## Pamětihodnosti
- Vodní mlýn čp. 14
- kaple Panny Marie z poloviny 19. století

## Galerie

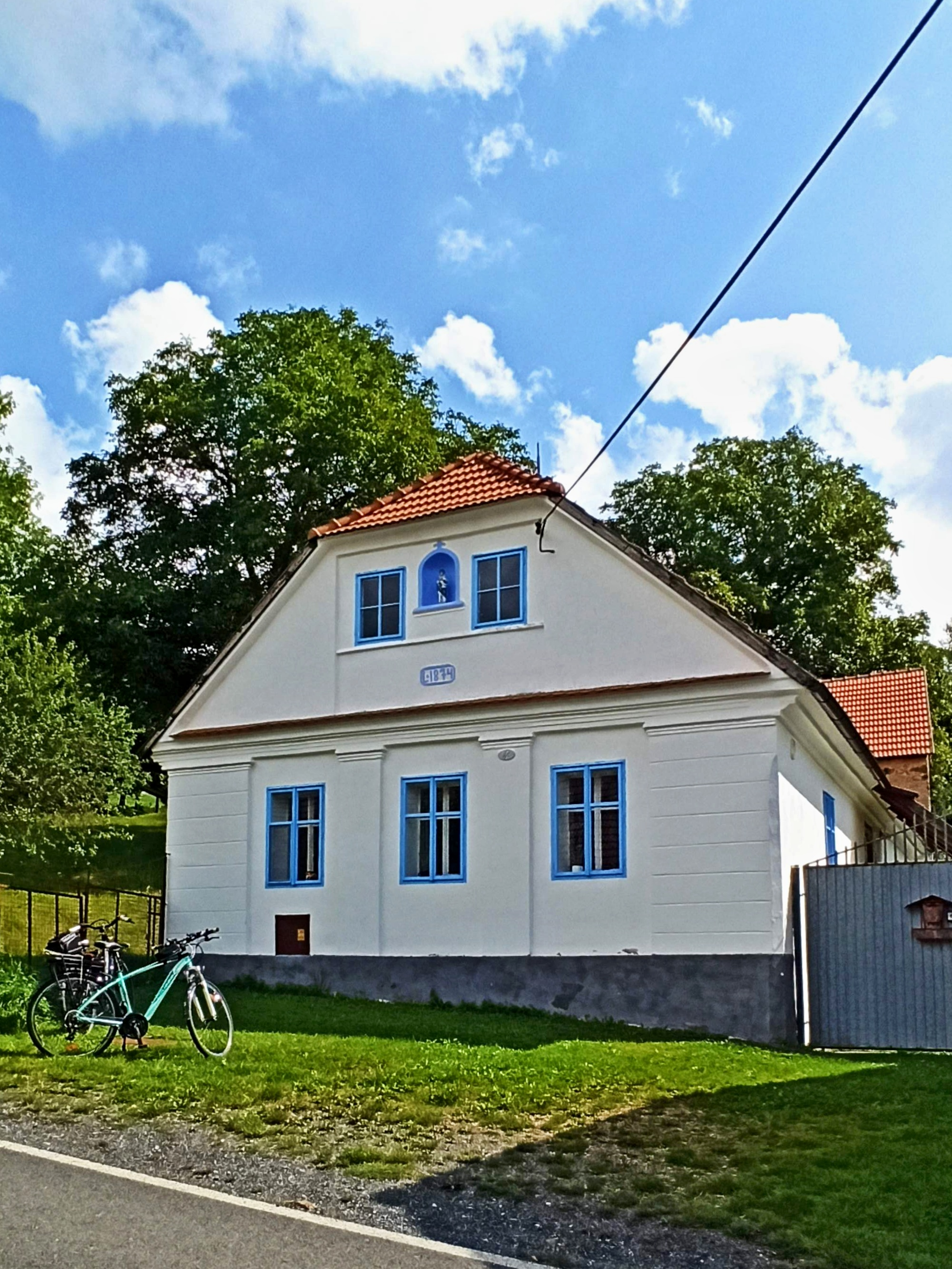
Venkovské stavení z roku 1874
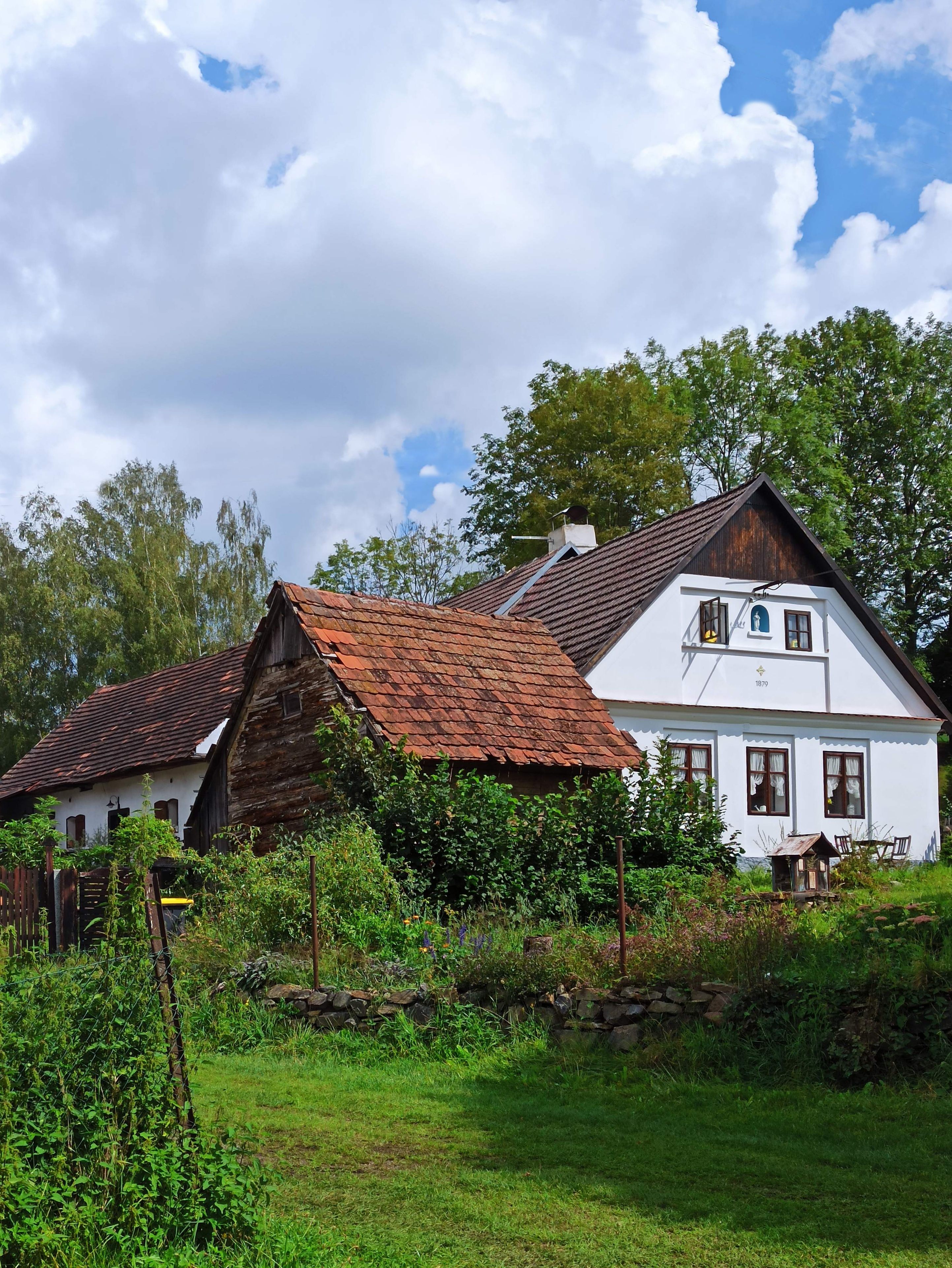
Venkovské stavení z roku 1879
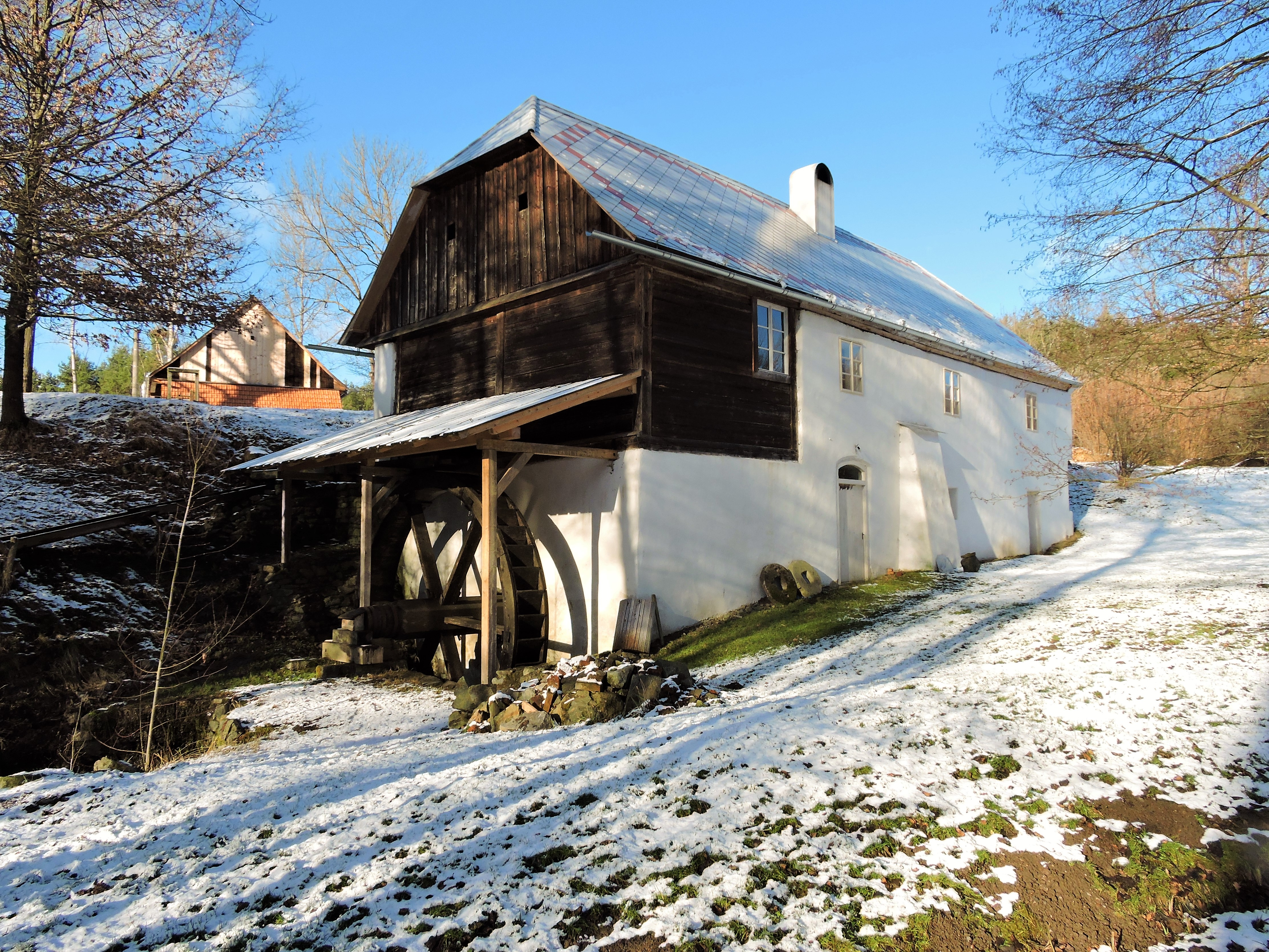
Trsínův mlýn